# Galatasaray Istanbul/Saison 1921/22

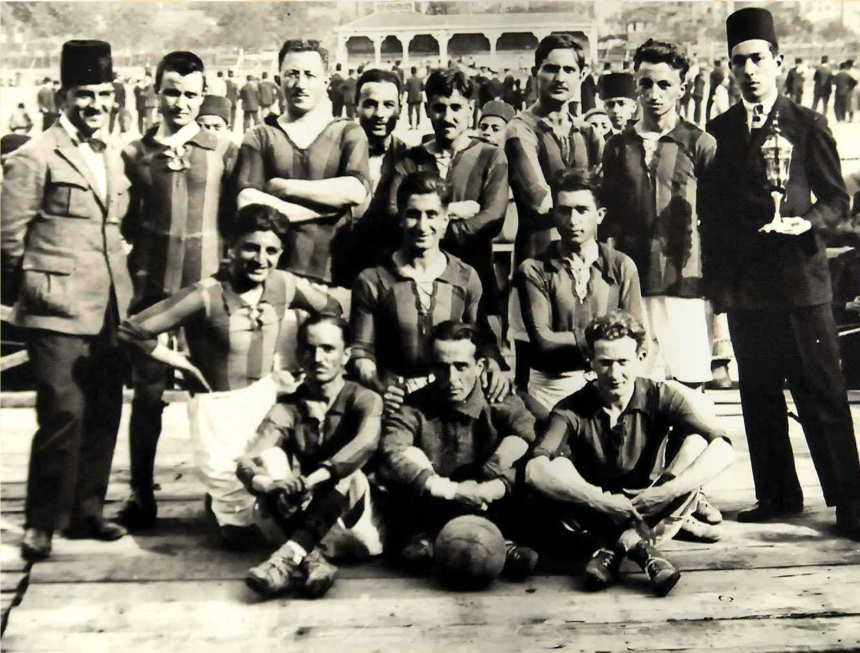
Die Meistermannschaft 1921/22

Die Saison 1921/22 von Galatasaray Istanbul war die 16. Saison in der Vereinsgeschichte und die 6. Saison in der İstanbul Cuma Ligi. Der Klub beendete die Saison auf dem 1. Platz und gewann diese zum zweiten Mal.

## Personalien

### Kader
| Nat.                   | Name                     |
| Torhüter               | Torhüter                 |
| ---------------------- | ------------------------ |
| Osmanisches Reich 1844 | Adil Giray               |
| Osmanisches Reich 1844 | Nüzhet Abbas Öniş        |
| Abwehr                 |                          |
| Osmanisches Reich 1844 | Ahmet Cevat Baydar       |
| Osmanisches Reich 1844 | Siret Şevket Ekmekçioğlu |
| Osmanisches Reich 1844 | Kamil Ethem              |
| Osmanisches Reich 1844 | Mehmet Nazif Gerçin      |
| Osmanisches Reich 1844 | Nusret Toysal            |
| Osmanisches Reich 1844 | Hüseyin Ustrumcalı       |
| Mittelfeld             |                          |
| Osmanisches Reich 1844 | Nihat Bekdik             |
| Osmanisches Reich 1844 | Sadi Hassan              |
| Osmanisches Reich 1844 | Edip Ossa                |
| Osmanisches Reich 1844 | Suat Subay               |
| Angriff                |                          |
| Osmanisches Reich 1844 | Burhan Atak              |
| Osmanisches Reich 1844 | Namık Canko              |
| Osmanisches Reich 1844 | Necip Şahin Erson        |
| Osmanisches Reich 1844 | Sadi Karsan              |
| Osmanisches Reich 1844 | Kemal Nejat Kavur        |
| Osmanisches Reich 1844 | Fazıl Köprülü            |
| Osmanisches Reich 1844 | Sadi Kurt                |
| Osmanisches Reich 1844 | Muslih Peykoğlu          |
| Osmanisches Reich 1844 | Müçteba Remzi            |
| Osmanisches Reich 1844 | Selahattin Sadıkoğlu     |
| Osmanisches Reich 1844 | Bekir Refet Teker        |

## Saison
Alle Ergebnisse aus Sicht von Galatasaray Istanbul.
Die Tabelle listet alle İstanbul-Futbol-Ligi des Vereins der Saison 1921/22 auf. Siege sind grün, Unentschieden gelb und Niederlagen rot markiert.

### İstanbul Futbol Ligi
| ST | Datum             | Gegner                | Ergebnis |
| -- | ----------------- | --------------------- | -------- |
| 01 | 4. November 1921  | Fenerbahçe Istanbul   | 5:1      |
| 02 | 25. November 1921 | Kumkapı SK            | 6:0      |
| 03 | 23. Dezember 1921 | Süleymaniye           | 2:3      |
| 04 | 10. März 1922     | Anadolu               | 2:0      |
| 05 | 24. März 1922     | Vefa Istanbul         | 3:0      |
| 06 | 31. März 1922     | Altınordu İdman Yurdu | 4:1      |
| 07 | 14. April 1922    | Türkgücü              | 9:2      |
| 08 | 21. April 1922    | Hilal                 | 3:1      |
| 09 | 5. Mai 1922       | Darüşşafaka SK        | 3:1      |
| 10 | 19. Mai 1922      | Beylerbeyi SK         | 7:1      |

### İdman Cemiyetleri İttifakı
| Datum         | Gegner              | Ergebnis | Tor(e) für Galatasaray Istanbul |
| ------------- | ------------------- | -------- | ------------------------------- |
| 30. Juni 1922 | Fenerbahçe Istanbul | 0:3      | keine                           |